# پل کاپلی
پل کاپلی (انگلیسی: Paul Copley؛ زادهٔ ۲۵ نوامبر ۱۹۴۴) بازیگر تئاتر، سینما و تلویزیون اهل بریتانیا است. وی از سال ۱۹۷۳ میلادی تاکنون مشغول فعالیت بوده‌است.
از فیلم‌ها یا مجموعه‌های تلویزیونی که وی در آن‌ها نقش داشته است می‌توان به گردن کلفت‌ها، پدر براون و دانتون ابی اشاره نمود.